# Tajná
Tajná este o comună slovacă, aflată în districtul Nitra din regiunea Nitra. Localitatea se află la altitudinea de 174 m deasupra n.m., se întinde pe o suprafață de 8,48 km2 și în 2017 număra 278 de locuitori.

## Istoric
Localitatea Tajná este atestată documentar din 1075.

## Demografie
| An:                | 1994 | 2004   | 2014   | 2024   |
| ------------------ | ---- | ------ | ------ | ------ |
| Număr de persoane: | 280  | 285    | 283    | 281    |
| Diferență:         |      | +1,78% | −0,70% | −0,70% |

| An:                | 2023 | 2024   |
| ------------------ | ---- | ------ |
| Număr de persoane: | 284  | 281    |
| Diferență:         |      | −1,05% |